# Mongolernas invasion av Centralasien

Karta visande Djingis khans styrkors förflyttningar under fälttågen västerut.

Animering visande mongolväldets expansion.

Mongolernas erövring av Centralasien pågick från 1219 till 1225. Den var den första av tre större invasionskampanjer västerut som mongolerna genomförde. Invasionens huvudsyfte var erövring av Khwarezm som hämnd för Incidenten i Otrar. Mongolväldets ledare Djingis khan deltog själv i den första delen av kampanjen under erövrandet av Khwarezm, men avvek 1221 från huvudtruppen för att påbörja sin hemresa. De erövrade territorierna motsvarar ungefär dagens Kazakstan, Uzbekistan, Turkmenistan, Afghanistan och östra Iran. Mongolernas invasion västerut följdes senare upp med både en invasion av Europa (1235–1241) och en dito av Västasien (1253–1260).

## Bakgrund
Djingis khan såg stora fördelar med att ha en öppen handelsväg mellan öst och väst och ville ha en bra handelsrelation med det stora islamiska riket Khwarezm, och dess shah Ala ad-Din Muhammed II. Det khwarezmitiyka rikets upptog vid den tiden stor del av Transoxanien,  Afghanistan, östra Iran och till norra delen av Indien. 1217 slöts att handelsavtal mellan mongolerna och Ala ad-Din Muhammed II. Jochi (Djingis khans äldste son) och general Jebe, var 1218 i Kara-Khitan för att avsluta invasionen av Kara-Khitan och avrätta trotsande naimaner. När de jagade naimanstyrkor som flydde mot sydväst kom de i konflikt med Ala ad-Din Muhammed II, vilket försämrade de diplomatiska förbindelserna mellan mongolerna och Khwarezm. Ala ad-Din Muhammed II litade inte heller på Djingis khan som en fredens man efter att ha hört om hans fälttåg i Kina. Som en följd av detta beordrade den lokala guvernören i Otrar att en mongolisk karavan med handelsmän och sändebud skulle mördas trots dess diplomatiska status. Detta tolkade Djingis khan som en krigsförklaring, och han började planera för en inversion av Khwarezm 1219.

## Mongoliska invasionen av Khwarezm
Den militära operationen leddes och planerades av generalerna Jebe och Tsubotai. Djingis khan följde armen från mongolernas huvudstad Karakorum och västerut förbi Dzungariet och in i Kazakstan där de slog upp ett träningsläger inför den kommande kampanjen. Uppgifterna på antal soldater i kampanjens arme varierar starkt i olika källor mellan 100 000 och 200 000. Vid de flesta enskilda slag var mongolerna i numerärt underläge men vann på grund av dess krigslist. På hösten 1219 begav sig armen söder ut för att erövra den norra delen av Transoxanien med dess alla rika stöder. Djingis khan såg till att i förväg sprida informationen till städerna att de skulle skonas om de inte gjorde motstånd och utplånas om de försökte försvar sig. Många städer blev utplånade och dess hela befolkningar mördade undantaget viss speciella hantverkare som kunde göra nytta för armen. Den militära framgången för mongolerna var stor, och de gjorde oöverskådliga skador där de drog fram.
Staden Otrar, där incidenten som utlöst hela invasionen inträffat 1218, föll till mongolerna år 1219 efter nästan sex månader belägring. Den lokala guvernören som orsakade incidenten fångades nära Samarkand på våren 1220. Det påstås att han avrättades genom att få smält silver hällt i ögonen och öronen.
1220 var Buchara plundrad och nerbränd. För invasionen av Buchara använde Djingis khan upp emot 20 000 soldater. Efter Buchara föresatte samma styrka till Samarkand, som försvarades av 100 000 soldater, men även Samarkand drabbades av samma öde som Buchara och därmed hade Khwarezm fallit helt till mongolerna. Ala ad-Din Muhammed II flydde från Samarkand till en ö i Kaspiska havet där han avled sent 1220 eller tidigt 1221.

## Djingis khans hemresa

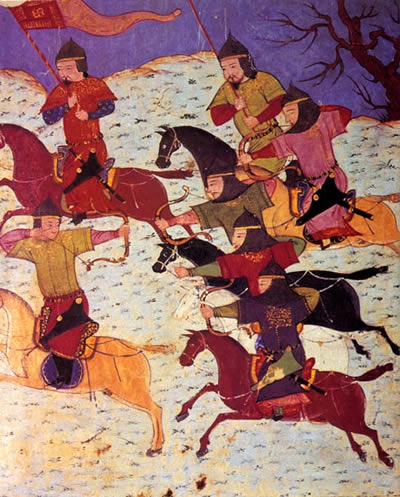
Mongoliska ryttare spelar Beridet bågskytte.

När alla väsentliga städer i Khwarezm var erövrade 1221 begav sig Djingis khan med en del av sina soldater genom Afghanistan mot Indusfloden söder om Peshawar för att försöka fånga Jalal ad-Din Mingburnu; den flyende arvtagaren till Ala ad-Din Muhammed II. Jalal ad-Din Mingburnu slapp dock undan varefter Djingis khan begav sig hemåt med en mindre styrka. På vägen stannade han under delar av 1222 i Hindukush norr Kabul där han träffade daoism-munken Qiu Chuji. Qin Chuli hade rest sedan 1220 från Kina efter att Djingis khan kallat på honom. Under maj och juni 1222 hade Djingis khan och Qiu Chuli långa samtal om meningen med livet som fick konsekvenser för hur de religiösa samfunden i Kina kom att administreras. Efter samtalen med Qiu Chuli föresatte han i lugn takt från 1222 till 1224 tillbaka hem till Mongoliet. En anledning till Djingis khans hemresa tros vara problemen med tanguterna i Västra Xia. Den huvudsakliga styrkan fortsatte inte hem med Djingis khan, utan delades upp i två grupper. En styrka leddes av generalerna Jebe och Tsubotai och den andra av Djingis khans son Jochi.

## Georgien
Innan Djingis khan lämnat Samarkand beordrade han Jebe och Tsubotai att bege sig väster ut och utforska området runt Kaspiska havet och även möjligen hitta Protobulgarerna som Khwarezmiderna hade handelsförbindelser med. Det första riket som kom i deras väg var det kristna Georgien, och vid denna tiden hade ryktet och vad som pågick i Khwarezm nått de kristna i Europa. Mongolerna nådde Tbilisi och gjorde några mindre tillslag och fortsatte sedan genom Kaukasien och georgierna undrade förvånat varför det inte blev ytterligare angrepp.
Jebe och Tsubotai fortsatte norr ut upp till dagens Tjetjenien vidare norr om Azovska sjön där de vid Kalkafloden stötte ihop med en kumansk armé. Detta visade sig vara motståndare som kunde ge mongolerna hårt motstånd. Jebe och Tsubotai hamnade instängda mellan Kaukasusbergen och sin motståndare och kontrade med en krigslist genom att skicka ett sändebud med en last av krigsbytet från Georgien som gåva till kumanerna. Mongolerna besegrade till slut kumanerna, och återtog sitt krigsbyte. De överlevande flydde norrut in i Ryssland och mongolerna hade nu kontroll över stäppen norr om Krim.

## Slaget vid Kalkafloden
Jebe säkrade en bas vid stranden till Dnepr medan Tsubotai fortsatte ner i Krim där mongolerna för första gången mötte européer från Venedig och Genua. Mongolerna kom bra överens med handelsmännen från Venedig, och de brände de Genuanska utposterna och gav Venedig rätten till handel i Svarta havet. På våren 1223 återvände Tsubotai till Jebe, och de fick besked om att Jochi var på väg att möta dem. Under tiden var en Rysk/Kumansk arme på 80 000 soldater på väg att samlas längs Dneprs ständer. Mongolerna tvingades fly i nio dagar tills de den 31 maj 1223 nådde Kalkafloden där deras förföljare hann upp dem. Nu attackerade mongolerna och lyckades vinna slaget vid Kalkafloden.

## Kampanjens avslut
Jochis arme tog vägen öster om Kaspiska havet och mötte sent 1223 eller tidigt 1224 Jebe och Tsubotais styrka nära Saraj längs Volga. Där satte de upp en permanent mongolisk garnison för att säkra området mot kiptjakerna. År 1225 fick de order från Djingis khan att be ge sig tillbaka till Mongoliet för att strida mot de rebellerande tanguterna i Västra Xia. Djingis khan hade själv från 1224 avvaktat norr om Balchasjsjön. Samtliga trupper hade 1225 återvänt till Mongoliet.